# مواندجوي

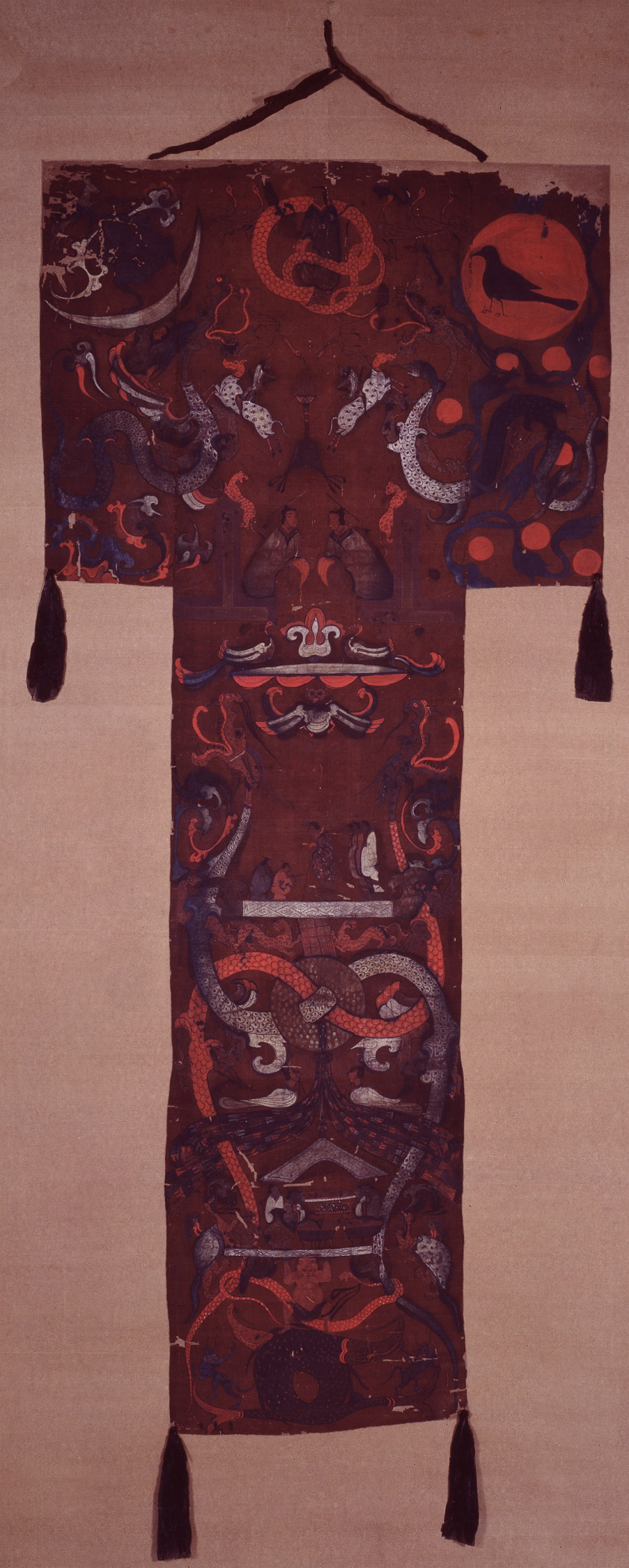
لافتة جنائزية لماركيز دي داي ، قبر 1 من مواندجوي ، هان الغربية ، 168-145 قبل الميلاد ، حبر وألوان على الحرير ، ح : 205 سم، متحف مقاطعة هونان.

مواندجوي (بالصينية:馬王堆)؛ هو موقع أثري صيني مهم يرجع تاريخه إلى عهد مملكة هان الغربية؛ (حوالي 190-168 ق.م).